# Ce que je sais de Lola
Pour plus de détails, voir Fiche technique et Distribution.
Ce que je sais de Lola (Lo que sé de Lola) est un film espagnol réalisé par Javier Rebollo, sorti en 2006.

## Synopsis
Léon s'occupe de sa mère à Paris. Sa vie est morne et solitaire jusqu'à ce que Dolores arrive dans l'immeuble.

## Fiche technique
- Titre : Ce que je sais de Lola
- Titre original : Lo que sé de Lola
- Réalisation : Javier Rebollo
- Scénario : Lola Mayo et Javier Rebollo
- Musique : Ramón Paus
- Photographie : Santiago Racaj
- Montage : Ángel Hernández Zoido
- Production : Piluca Baquero, Damián París, Pedro Pastor et Jérôme Vidal
- Société de production : Malvarrosa Media, Lazennec Tout Court, Lolita Films, Televisión Española et Grup RTW
- Société de distribution : Pierre Grise Distribution (France)
- Pays :  Espagne et  France
- Genre : drame
- Durée : 112 minutes
- Dates de sortie : 
  -  Espagne : 29 septembre 2006
  -  France : 1er août 2007

## Distribution
- Michaël Abiteboul : Léon
- Lola Dueñas : Dolores
- Carmen Machi : Carmen
- Lucienne Deschamps : la mère de Léon
- Jacky Nercessian

## Distinctions
Le film a été nommé au prix Goya du meilleur nouveau réalisateur et a été présenté en sélection officielle en compétition au festival international du film de Saint-Sébastien.